# Slättäng
Slättäng är en bebyggelse i Malmö kommun, Skåne län. Området avgränsades före 2015 till en småort, för att därefter räknas som en del av tätorten Bunkeflostrand.